# Cantone di Hennebont
Il Cantone di Hennebont è una divisione amministrativa dell'arrondissement di Lorient.
A seguito della riforma approvata con decreto del 21 febbraio 2014, che ha avuto attuazione dopo le elezioni dipartimentali del 2015, è passato da 4 a 6 comuni.

## Composizione
I 4 comuni facenti parte prima della riforma del 2014 erano:
- Brandérion
- Hennebont
- Inzinzac-Lochrist
- Languidic

Dal 2015 i comuni appartenenti al cantone sono i seguenti 6:
- Hennebont
- Kervignac
- Languidic
- Locmiquélic
- Port-Louis
- Riantec